# Nosy Saba
Nosy Saba is een eiland van Madagaskar in de Straat Mozambique, behorend tot de Indische Oceaan. Het eiland behoort administratief in de regio Sofia en ligt ten noorden van Nosy Lava en ten zuiden van Nosy Berafia. 
Nosy Saba bevat 320 hectare ongerept bos en er zijn overnachtingsmogelijkheden. Ook ligt er op het eiland een kleine landingsbaan voor kleinere vliegtuigen.